# Sayers Common
Sayers Common är en by i West Sussex i England. Byn är belägen 42,8 km 
från Chichester. Orten har 856 invånare (2016).